# FIDO联盟
FIDO（Fast IDentity Online）联盟是成立于2012年7月的行业协会。其宗旨是为解决强制认证设备的交互性和用户面临大量复杂的用户名和密码。PayPal和联想是创始人之一。
截止2014年5月，FIDO联盟成员包括黑莓、CrucialTec、Discover Financial Services、Discretix、Google、联想、MasterCard、微软、Nok Nok Labs、NXP Semiconductors、Oberthur Technologies、PayPal、Synaptics、Egistec、Visa、Validity、Yubico、Agnitio、Entersekt、EyeLock、Fingerprint Cards、FingerQ、IDEX ASA、英飞凌和SecureKey。

## 引用
1. ↑  . MIT Technology Review.   [2020-06-02]. （原始内容存档于2021-06-13）.
2. ↑  . FIDO Alliance.   [2014-11-26]. （原始内容存档于2014-05-13）.

## 外部連結
- （英文）FIDO联盟官网（页面存档备份，存于）
- （英文）Yubico（页面存档备份，存于）